# Скотт, Гордон
Гордон Скотт (англ. Gordon Scott; 1926—2007) — американский киноактёр и культурист, наиболее известный по роли Тарзана в шести фильмах, снятых в 1950-е годы.

## Биография
Настоящее имя Скотта — Гордон Вершкул. Он родился 3 августа 1926 года в Портленде, штат Орегон. В юности Скотт занялся культуризмом. После школы он год проучился в Орегонском университете, в 1944 году записался в армию. До 1947 года Скотт занимался обучением новобранцев и служил в военной полиции. После этого он переехал в Лас-Вегас, работал спасателем в отеле Sahara, где на него обратил внимание голливудский продюсер Сол Лессер. Так Гордон попал на кастинг и, опередив более двухсот других кандидатов, был утверждён на роль Тарзана. Он подписал семилетний контракт с киностудией Metro-Goldwyn-Mayer и взял псевдоним Гордон Скотт.
Съёмки первого фильма, «Приключения Тарзана в джунглях», начались в 1954 году. Затем Скотт воплощал образ знаменитого героя ещё в пяти фильмах: «Тарзан и неудачное сафари» (1957), «Смертельная схватка Тарзана» (1958), «Тарзан и восстание в джунглях» (1958), «Великое приключение Тарзана» (1959) и «Тарзан Великолепный» (1960). По мнению внука Эдгара Райса Берроуза, автора книг о Тарзане, Скотт показал этого героя умным и приятным человеком, очень близко к оригинальной авторской задумке.
После фильмов о Тарзане Скотт переехал в Италию, снимался в тамошних вестернах и фильмах в жанре пеплум. Последний фильм с его участием, «Идущие тяжёлыми шагами», был снят в 1966 году и вышел на экраны в 1968 году. После этого Скотт испытывал серьёзные финансовые трудности, отчасти из-за собственной расточительности. Своё материальное положение он поддерживал участием в автограф-сессиях и посещением конвентов.
Последние пять лет жизнь Скотт прожил у своих друзей Роджера и Бетти Томас в Балтиморе. Он скончался 30 апреля 2007 года в больнице Джонса Хопкинса в Балтиморе из-за осложнений после операции на сердце.

## Личная жизнь
В 1955 году Скотт женился на актрисе Вере Майлз, которая была его партнёршей по первому фильму «Приключения Тарзана в джунглях». Через четыре года они развелись. Всего Скотт был женат три раза и имел по меньшей мере трёх детей.

## Фильмография
| Год  |    | Русское название                   | Оригинальное название             | Роль           |
| ---- | -- | ---------------------------------- | --------------------------------- | -------------- |
| 1955 | ф  | Приключения Тарзана в джунглях     | Tarzan's Hidden Jungle            | Тарзан         |
| 1957 | ф  | Тарзан и неудачное сафари          | Tarzan and the Lost Safari        | Тарзан         |
| 1958 | ф  | Смертельная схватка Тарзана        | Tarzan's Fight for Life           | Тарзан         |
| 1958 | тф | Тарзан и восстание в джунглях      | Tarzan and the Trappers           | Тарзан         |
| 1959 | ф  | Великое приключение Тарзана        | Tarzan's Greatest Adventure       | Тарзан         |
| 1960 | ф  | Тарзан великолепный                | Tarzan the Magnificent            | Тарзан         |
| 1961 | ф  | Мацист против вампиров             | Maciste contro il vampiro         | Мацист         |
| 1961 | ф  | Мацист в суде великого хана        | Maciste alla corte del Gran Khan  | Мацист         |
| 1961 | ф  | Ромул и Рем                        | Romolo e Remo                     | Рем            |
| 1962 | ф  | Сын шейха                          | Il figlio dello sceicco           | Керим          |
| 1962 | ф  | Римский гладиатор                  | Il gladiatore di Roma             | Марк           |
| 1962 | ф  | Царица для Цезаря                  | Una regina per Cesare             | Юлий Цезарь    |
| 1963 | ф  | Зорро и три мушкетёра              | Zorro e i tre moschettieri        | Зорро          |
| 1963 | ф  | Герой Вавилона                     | L'eroe di Babilonia               | Ниппур         |
| 1963 | ф  | Голиаф и восставший раб            | Goliath e la schiava ribelle      | Голиаф         |
| 1963 | ф  | Лев Венеции                        | Il leone di San Marco             | Манрико Веньер |
| 1963 | ф  | Подвиги Геракла: Покоритель Микен  | Ercole contro Molock              | Геракл         |
| 1964 | ф  | Триумфатор                         | Coriolano: eroe senza patria      | Кориолан       |
| 1964 | ф  | Колосс Рима                        | Il colosso di Roma                | Муций          |
| 1965 | ф  | Буффало Билл – герой Дикого Запада | Buffalo Bill, l'eroe del far west | Буффало Билл   |
| 1965 | тф | Геракл и принцесса Трои            | Hercules and the Princess of Troy | Геракл         |
| 1965 | ф  | Идущие широкими шагами             | Gli uomini dal passo pesante      | Лон Кордин     |
| 1967 | ф  | Адский луч                         | Il raggio infernale               | Барт Фарго     |
| 1967 | ф  | Совершенно секретно                | Segretissimo                      | Джон Саттон    |